# アハマド・ファウジ・サーリ
アハマド・ファウジ・サーリ（マレー語: Ahmad Fauzi Saari、1982年4月30日 - ）は、マレーシアのサッカー選手。ポジションはMF。

## クラブ歴

### ユース以前
現場監督の父とゴム採取労働者の母親の間に生まれた。学童時代にサッカーを始めた。16歳の時にずっと走り続ける脚力と才能で注目された。

### ケダFA
2002年にケダFAのユースに加入、スカン・マレーシアに出場した。2004年にトップチームに昇格、彼の不屈のスタミナがフロントからの信頼を得ての事であった。その後2006-07シーズンには重要な場面で得点を決め、またそれ以外の部分でもクラブに貢献し、クラブの上位進出に貢献した。ヴィクトル・アンドラグやコーネリアス・バーナード・ハギンズがクラブから離れると主将を任されるようになった。

## 代表歴
2004年にはアラン・ハリス監督によって代表に招集され、監督に気に入られた彼はオリンピック予選に出場する運びとなった。彼は2004年3月3日に行われたイラン代表とのアテネオリンピック予選に出場し、この試合は4-1の敗北に終わったが、この試合で彼は体格で勝るイラン相手に自分が及ばない事を身を以て知る事となった。結局この試合が代表のユニフォームに袖を通した唯一の機会となったのだが、この試合で彼はその情熱を捨て去った訳ではなかった。2006年にその時についてのインタビューを受けた時には以下のように発言した。
| 「 | 僕はあの試合を通じてアジアのレベルと国内リーグのレベルの差を痛感した。その差はとても大きかった。代表に呼ばれたのはあの時だけだった、代表を選んでいる人達は僕のフィジカルでは現代サッカーを勝ち抜けないと考えているからね。 | 」 |

その後、ノリザン・バカル監督によってAFCアジアカップ2007の際にメンバーに招集された。しかしながら、出場機会は無く、マレーシア代表もグループステージ全敗で大会を後にした。

## タイトル

### クラブ
ケダFA
- マレーシア・スーパーリーグ: 2006-07, 2007-08

準優勝: 2003
- マレーシア・プレミアリーグ: 2002, 2005-06

準優勝: 2005
- マレーシアカップ: 2006-07, 2007-08

準優勝: 2004
- ピアラFAマレーシア: 2006-07, 2007-08

### 個人
- マレーシアサッカー協会最優秀ミッドフィールダー賞: 2006-07